# Materielles Kulturgut Japans

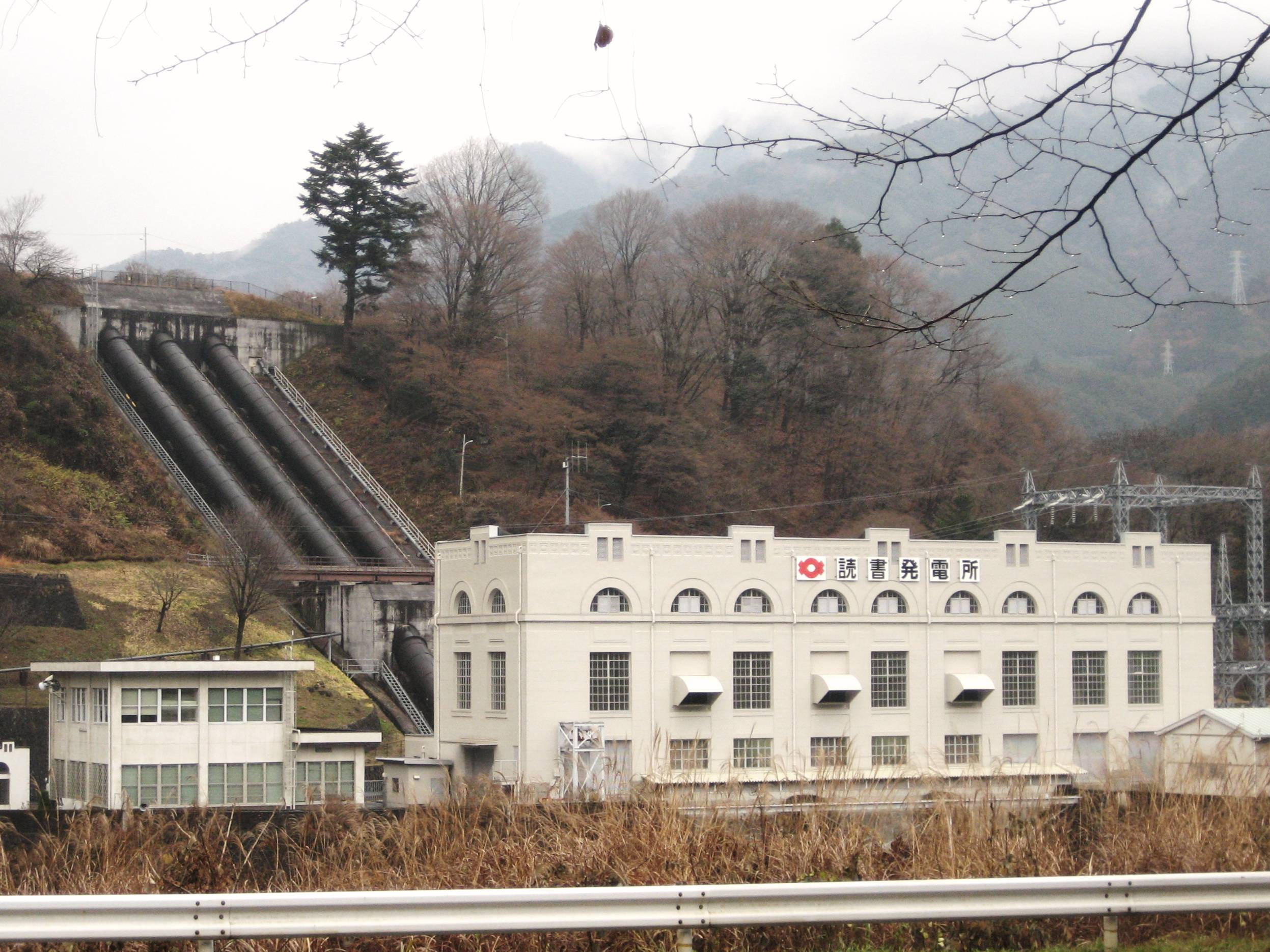
Das Yomikaki-Kraftwerk in der Präfektur Nagano

Materielles Kulturgut Japans (jap. 有形文化財, Yūkei Bunkazai) ist eine amtliche Klassifikation von Kulturgütern, die vom japanischen Amt für kulturelle Angelegenheiten vorgenommen wird. Dabei muss das Kulturgut für die Ernennung einen Kriterienkatalog erfüllen und ein gesetzlich geregeltes Ernennungsverfahren durchlaufen. Die Ernennung erfolgt durch den Minister für Bildung, Kultur, Sport, Wissenschaft und Technologie.
Im weiteren Sinne bezeichnet der Begriff materielles Kulturgut alle von Menschenhand im Rahmen kultureller Tätigkeiten geschaffenen stofflichen Kulturgüter. Im engeren Sinne meint es alle materiellen und kulturellen Erzeugnisse, die durch das japanische Kulturgutschutzgesetz und durch die Bestimmungen für Gebietskörperschaften (地方公共団体) als eine Art des Kulturguts, sprich als Bauwerk (Immobilie) oder als Kunstwerk bzw. Kunsthandwerk (可動文化財, kadō bunkazai, bewegliches Kulturgut) bestimmt sind. Die genaue Einteilung regelt Abs. 1 Art. 2 Satz 1 des Kulturgutschutzgesetzes. Demnach erfolgt die Ernennung, wenn ein Kulturgut ein Bauwerk, Gemälde, eine Skulptur, ein kunsthandwerklicher Gegenstand, eine Kalligraphie, ein altes Bücher oder Dokument oder ein archäologisches Artefakte mit einem historischen oder künstlerischen Wert darstellt.
Da es sich bei Kulturgütern um schützenswerte und kostbare Güter aus dem kulturellen und geschichtlichen Vermächtnis Japans handelt, wird die Ausfuhr dieser Kulturgüter vom japanischen Staat überwacht oder sie ist prinzipiell verboten. Materielle Kulturgüter können in zwei Stufen eingeteilt werden und als Kulturgut entweder „deklariert“ oder „registriert“ sein. Die Art und der Umfang des Schutzes eines materiellen Kulturgutes unterscheiden sich abhängig von der zuvorgenannten Stufe der Einteilung.

## Deklarierte materielle Kulturgüter

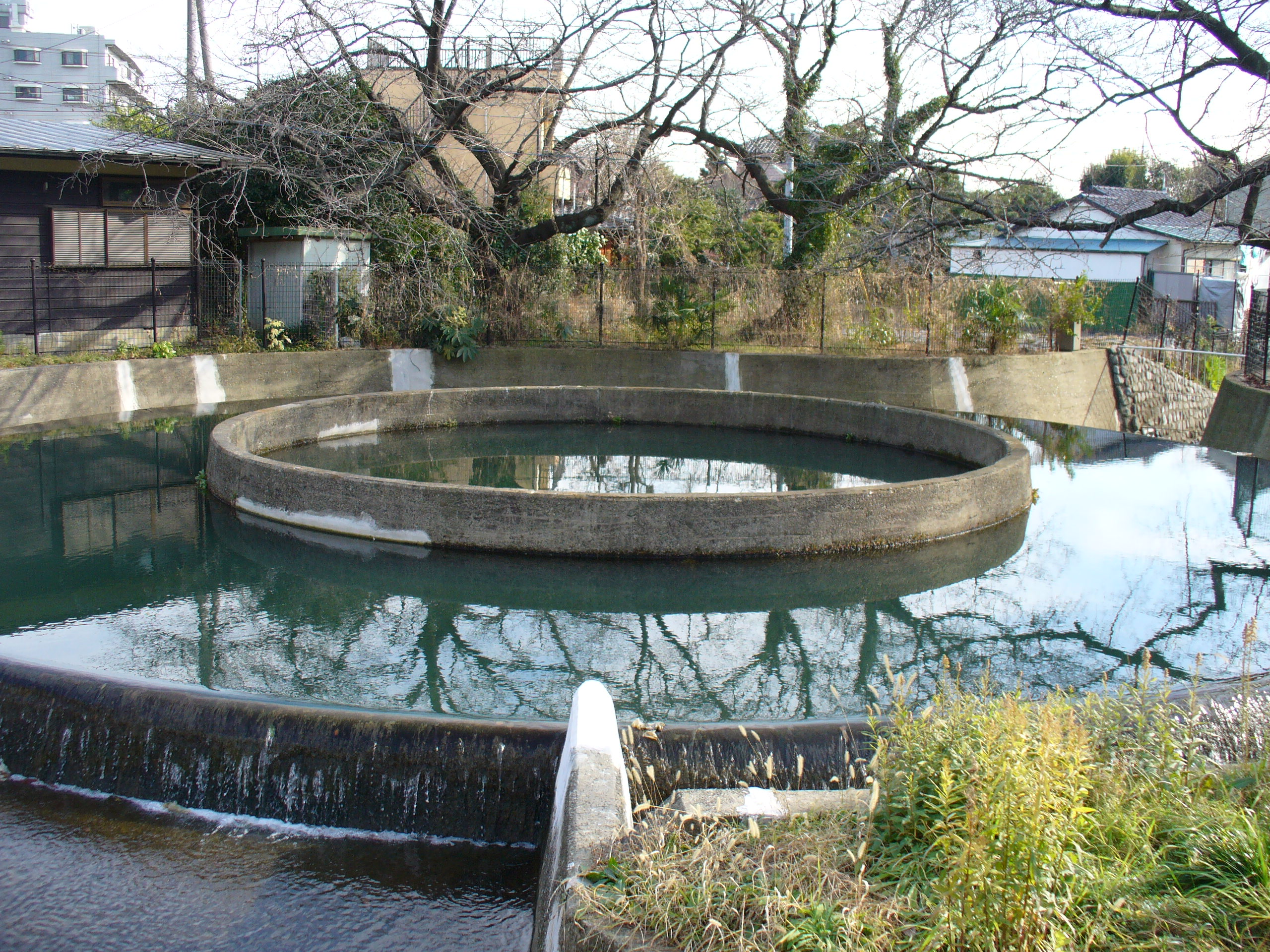
Registriertes Kulturgut: Wasserverteilbecken Kuji in der Präfektur Kanagawa

Zum Schutz des kulturellen Erbes Japans hat die japanische Regierung ein Ernennungssystem (指定制度, shitei seido) eingerichtet. Dieses System stellt ein geregeltes Verfahren zur Deklaration zur Verfügung. Für deklarierte Kulturgüter gelten Beschränkungen in Bezug auf Veränderungen, die Reparatur und Ausfuhr des Kulturguts. Der Schutz und die Wertschätzung eines bereits deklarierten materiellen Kulturgutes kann durch zwei weitere Stufen, durch die Ernennung zum Wichtigen Kulturgut (重要文化財, jūyō bunkazai) und darauf folgend durch die Ernennung zum Nationalschatz (国宝, kokuhō) (siehe auch: Systematik des Kulturgutschutzes), erhöht werden.
Die Deklaration zum erweiterten Wichtigen Kulturgut kann um eine regionale Komponente erweitert werden. Ein Wichtiges Kulturgut kann gemeindeweit, präfekturweit oder landesweit als solches anerkannt werden. Diese Komponente stellt keine ausschließende Steigerung dar, vielmehr kann ein Kulturgut als gemeinde- und präfekturweit bedeutsames Wichtiges Kulturgut zugleich deklariert sein.
2014 waren 2412 Stätten (darunter 218 Nationalschätze) und 4629 Bauwerke (darunter 266 Nationalschätze) als materielles Kulturgut deklariert.

## Registrierte materielle Kulturgüter

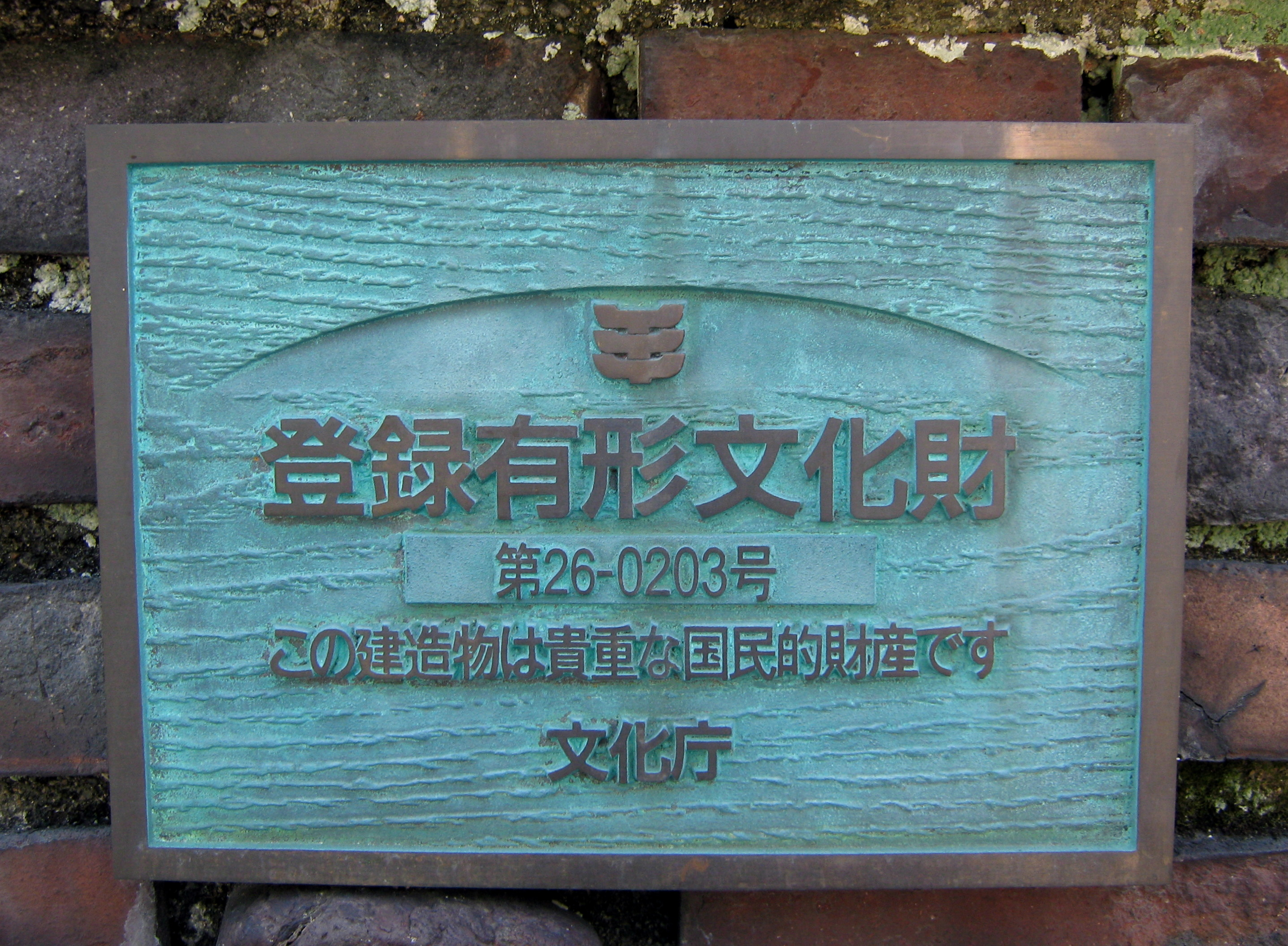
Tafel zur Kennzeichnung eines registrierten Kulturgutes. Oben: das Signet japanischer Kulturgüter in der schematischen Form eines „Tokyō“ (斗栱), eines japanischen Gebälks. Darunter die Anmerkung, dass es sich um ein registriertes Kulturgut handelt und die Registrierungsnummer, mit der das Kulturgut im Register eingetragen ist.

Neben dem Ernennungssystem existiert seit der Revision des Kulturgutschutzgesetzes 1996 auch ein Registrierungssystem (登録制度, tōroku seido), das einen geringeren Umfang an Schutz und Hilfestellung für die Eigentümer garantiert. Die Kulturgüter werden dazu in ein Zentralregister eingetragen und durch eine Kennzeichnung als registriertes Kulturgut ausgewiesen. Bis zur erneuten Revision des Gesetzes 2004 wurden ausschließlich Gebäude und Bauwerke registriert. Zu diesem Zeitpunkt hatte man erkannt, dass die zunehmende Verstädterung zum Abriss vieler Gebäude führte, insbesondere auch solche, die seit der Meiji-Restauration erbaut worden waren. Die Revision diente daher zunächst als Sofortmaßnahme, um dem Verlust kulturhistorisch bedeutsamer Bauwerke entgegenzuwirken. Seit der erneuten Revision 2004 kann jedoch analog zum Ernennungssystem jedes materielle Kulturgut registriert werden. Es dient zudem als Ergänzung zum nationalen und kommunalen Ernennungssystem. Wird ein Kulturgut nach seiner Registrierung auf kommunaler oder nationaler Ebene offiziell zum Kulturgut ernannt, wird es aus dem Zentralregister für registrierte Kulturgüter gestrichen. Gegenwärtig sind 9797 Bauwerke und 12 Kunst- bzw. kunsthandwerkliche Werke in einem zentralen Register gelistet (Stand: Feb. 2015).
Im Vergleich mit Wichtigen Kulturgütern und Nationalschätzen bringt die Registrierung eines materiellen Kulturgutes geringere Pflichten für den Eigentümer mit sich. Angezeigt werden muss ein Teilverlust, Beschädigungen, ein Wechsel der Eigentumsverhältnisse und beabsichtigte Veränderungen des Kulturgutes, wenn es mehr als 25 % der sichtbaren Teile betrifft.